# Computer Aided Software Testing
Computer Aided Software Testing (CAST) (Wspomagane Komputerowo Testowanie Oprogramowania) – automatyzacja jednej lub więcej czynności związanej z testowaniem oprogramowania.

## Czynności związane z testowaniem wspierane narzędziami
- zarządzanie testami
- zarządzanie wymaganiami
- zarządzanie incydentami
- zarządzanie konfiguracją
- przeglądy
- analiza statyczna kodu
- projektowanie testów
- przygotowywanie danych testowych
- wykonywanie testów
  - jarzma testowe
  - biblioteki xUnit
  - komparatory
- pomiar pokrycia
- analiza dynamiczna
- testy wydajnościowe
- monitorowanie